# Anyphaena diversa
Anyphaena diversa är en spindelart som beskrevs av Bryant 1936. Anyphaena diversa ingår i släktet Anyphaena och familjen spökspindlar.
Artens utbredningsområde är Kuba. Inga underarter finns listade i Catalogue of Life.